# Escherlich
Escherlich ist ein Gemeindeteil der Stadt Bad Berneck im Fichtelgebirge im Landkreis Bayreuth (Oberfranken, Bayern). Die Gemarkung Escherlich hat eine Fläche von 3,021 km². Sie ist in 614 Flurstücke aufgeteilt, die eine durchschnittliche Fläche von 4920,08 m² haben. In ihr liegen neben dem namensgebenden Ort die Gemeindeteile Brandleithen, Bruckmühle, Degmann, Föllmar, Föllmarsberg, Fornenmühle, Hinterröhrenhof, Juliusthal, Schmelz, Steinbühl und Vorderröhrenhof.

## Geografie
Das Dorf bildet mit Fornenmühle im Westen und Schmelz im Osten eine geschlossene Siedlung. Diese liegt am Südhang des Frankenbergs (626 m ü. NHN) südlich des Weißen Mains. Gemeindeverbindungsstraßen führen nach Bruckmühle zur Staatsstraße 2163 (0,8 km westlich), zur Bundesstraße 303 (0,4 km nördlich), nach Schmelz (0,4 km nordöstlich), nach Frankenberg (0,8 km südöstlich) und nach Brandholz (1 km südlich).

## Geschichte
Der Ort wurde im Jahr 1404 als „zum Eschereichs“ erstmals urkundlich erwähnt.
Zur Realgemeinde Escherlich gehörte Steinbühl. Gegen Ende des 18. Jahrhunderts bestand Escherlich aus 9 Anwesen. Die Hochgerichtsbarkeit stand dem bayreuthischen Stadtvogteiamt Goldkronach zu. Die Dorf- und Gemeindeherrschaft hatte das Kastenamt Gefrees. Grundherren waren
- das Kastenamt Gefrees: 3 Salzscheibengüter, 1 halbes Salzscheibengut, 2 Häuser;
- die Hofkanzlei Bayreuth: 1 Gut, 1 Gütlein, 1 Söldengütlein.[7]

Von 1797 bis 1810 unterstand Escherlich dem Justiz- und Kammeramt Gefrees. Nachdem im Jahr 1810 das Königreich Bayern das Fürstentum Bayreuth käuflich erworben hatte, wurde der Ort bayerisch. Infolge des Ersten Gemeindeedikts wurde Escherlich dem 1812 gebildeten Steuerdistrikt Goldkronach zugewiesen. Zugleich entstand die Ruralgemeinde Escherlich. Zu dieser gehörten die Orte Brandleithen, Bruckmühle, Fornenmühle, Schmelz und Steinbühl. Sie war in Verwaltung und Gerichtsbarkeit dem Landgericht Gefrees zugeordnet und in der Finanzverwaltung dem Rentamt Gefrees. Mit dem Zweiten Gemeindeedikt (1818) wurden die Gemeinden Föllmar mit Degmann und Föllmarsberg und Röhrenhof mit Hinterröhrenhof, Juliusthal und Vorderröhrenhof eingegliedert. 1840 wurde die Gemeinde Escherlich an das Landgericht Berneck und an das Rentamt Marktschorgast überwiesen (1919 in Finanzamt Marktschorgast umbenannt). Ab 1862 gehörte Escherlich zum Bezirksamt Berneck. Die Gerichtsbarkeit blieb beim Landgericht Berneck (1879 in Amtsgericht Berneck umgewandelt). 1929 wurde die Gemeinde schließlich an das Bezirksamt Bayreuth (1939 in Landkreis Bayreuth umbenannt) und das Finanzamt Bayreuth abgegeben. Die Gemeinde hatte 1964 eine Gebietsfläche von 3,005 km². Im Zuge der Gebietsreform in Bayern wurde die Gemeinde Escherlich am 1. Mai 1978 in Bad Berneck im Fichtelgebirge eingegliedert.

### Baudenkmäler
- Steinbühlweg 4: Wohnstallhaus

### Einwohnerentwicklung
Gemeinde Escherlich
| Jahr      | 1818  | 1840   | 1852   | 1855   | 1861   | 1867   | 1871   | 1875   | 1880   | 1885   | 1890   | 1895   | 1900   | 1905   | 1910   | 1919   | 1925   | 1933   | 1939   | 1946   | 1950   | 1952   | 1961  | 1970   |
| Einwohner | 231   | 289    | 315    | 309    | 334    | 342    | 421    | 343    | 348    | 375    | 367    | 358    | 395    | 380    | 397    | 352    | 369    | 346    | 330    | 407    | 425    | 421    | 464   | 568    |
| Häuser    | 38    |        |        |        |        |        | 49     |        |        | 48     | 50     |        | 48     |        |        |        | 51     |        |        |        | 51     |        | 61    |        |
| Quelle    | [ 8 ] | [ 13 ] | [ 13 ] | [ 13 ] | [ 14 ] | [ 15 ] | [ 16 ] | [ 17 ] | [ 18 ] | [ 19 ] | [ 20 ] | [ 13 ] | [ 21 ] | [ 13 ] | [ 22 ] | [ 13 ] | [ 23 ] | [ 24 ] | [ 24 ] | [ 24 ] | [ 25 ] | [ 24 ] | [ 9 ] | [ 26 ] |

Ort Escherlich
| Jahr      | 001818 | 001819 | 001861 | 001871 | 001885 | 001900 | 001925 | 001950 | 001961 | 001970 | 001987 |
| Einwohner | 46     | *97    | 58     | 61     | 66     | 70     | 88     | 86     | 115    | 328    | 289    |
| Häuser    | 8      |        |        |        | 10     | 10     | 12     | 14     | 25     |        | 72     |
| Quelle    | [ 8 ]  | [ 27 ] | [ 14 ] | [ 16 ] | [ 19 ] | [ 21 ] | [ 23 ] | [ 25 ] | [ 9 ]  | [ 26 ] | [ 1 ]  |

## Religion
Escherlich ist seit der Reformation evangelisch-lutherisch geprägt und nach St. Erhard (Goldkronach) gepfarrt.